# Roy Glauber
Roy Jay Glauber (Nova Iorque, 1 de setembro de 1925 – Newton, 26 de dezembro de 2018) foi um físico estadunidense.
Foi laureado com o Nobel de Física de 2005.